# Berg, Ravensburg
Berg là một xã ở huyện Ravensburg ở bang Baden-Württemberg thuộc nước Đức. Đô thị này có diện tích 28,42 km², dân số thời điểm 31 tháng 12 năm 2020 là 4534 người.

## Thành phố kết nghĩa
- Brest, Belarus